# Иконников, Дмитрий Дмитриевич
Иконников Дмитрий Дмитриевич (23 января 1917, с. Выкса — 10 июня 1984, г. Выкса) — металлург , Герой Социалистического Труда.

## Биография
Иконников Дмитрий Дмитриевич родился в семье металлурга в селе Выкса. После окончания семи лет школы пошёл по стопам отца и поступил в школу фабрично-заводского обучения при металлургическом Выксунском заводе. Затем год проработал токарем 5-го разряда в механической мастерской.
С 1934 по 1938 год - студент металлургического техникума, затем год проработал контрольным мастером, далее получил повышение до конструктора. С 1940 года поступил в институт стали и сплавов - МИСиС. Война застала его студентом. С лета 1941 вместе со студенческим отрядом участвовал в обороне Москвы в районах г. Рославль, г. Елец, на реке Десна, за что был отмечен в 1976 году медалью «За оборону Москвы».
В 1941 году произошла эвакуация института на Урал и Дмитрий Дмитриевич вернулся в Выксу на металлургический завод. С апреля 1942 года стал мастером и ведущим специалистом по термообработке стали, был инициатором изотермической закалки деталей, наладил выпуск сталелитья с применением высокочастотной электропечи.
Самый плодотворный производственный период пришёлся на 50-70-е годы, когда Иконников Д.Д. был удостоен звания Героя Социалистического Труда за успешное внедрение новых технологий, повышение качества изделий завода, выполнение плана семилетки 1959-1965 годов. В сентябре 1966 года накануне Дня машиностроителя во Дворце Культуры им. Ленина в г. Выкса торжественно награждён Орденом Ленина и золотой медалью «Серп и Молот».
Также в данный период неоднократно избирался секретарём партийной организации цеха, был заведующим профсоюза, избирался депутатом городского Совета двух созывов, членом ЦК профсоюза рабочих тяжёлого машиностроения.
На пенсию ушёл в 1975 году, умер в городе Выкса 10 июня 1984 года.

## Семья
Был женат на Иконниковой Марии Владимировне (17.06.1923 - 13.11.2010).